# Monarquia o república
Monarquia o república és una pel·lícula documental dirigida per Montserrat Armengou i realitzada per Ricard Belis sobre la situació actual de la Casa Reial espanyola. Va ser emesa per primer cop el 15 de febrer de 2012, després de 2 anys d'ajornament i diverses versions prèvies. El documental analitza diversos models d'estat mitjançant entrevistes personals a diversos testimonis, entre els quals destaquen Sabino Fernández Campo, Joan Tardà, Paul Preston, Toni Albà, Alejo Vidal-Quadras, Gabriel Cardona, Gregorio Peces-Barba i Santiago Carrillo. Es va emetre dins del programa Sense Ficció.
El documental es va començar a preparar el 2009 tot realitzant entrevistes a personatges destacats. El 2010 la directora de TV3 Mònica Terribas va anunciar que s'ajornava l'emissió del mateix amb l'objectiu de garantir un enfocament objectiu. Posteriorment, el 27 de gener de 2012, el diputat del Partit Popular Santiago Rodríguez va fer-ne referència a la idoneïtat o no de programar el documental a la televisió degut als fets recents amb Iñaki Urdangarin. Una web va demanar amb més de 10.000 firmes a TV3 l'emissió del programa.